# Pulizia etnica
La pulizia etnica indica una varietà di azioni atte a rimuovere forzatamente (anche ricorrendo ad atti di violenza o di aggressione militare o di assassinio) da un territorio la popolazione di una minoranza etnico-culturale per preservare l'identità e l'omogeneità di un gruppo etnico predominante.

## Origine dell'espressione
L'espressione "pulizia etnica" entra nell'uso popolare negli anni novanta attraverso i mass media, che riprendono e internazionalizzano l'espressione serbocroata etničko čišćenje ('etnitʃko tʃi'ʃtʃʲeɲe) usata dai mass media locali per documentare la guerra civile che in quel periodo divise la Jugoslavia.
È probabile che l'espressione derivi da un'analoga espressione in uso nell'ambito militare ex jugoslavo, čišćenje terena (pronunciato: tʃi'ʃtʃʲeɲe te'rena), ovvero "pulizia del territorio".

## Esempi storici
Uno degli esempi più noti è rappresentato dall'aggettivo tedesco judenrein ("esente da giudei"), applicato dal regime nazista a quei territori o centri abitati da cui la popolazione ebraica era stata eliminata attraverso l'emigrazione, la soppressione, la deportazione in campi di sterminio.
Nel caso dell'esodo degli italiani dall'Istria invece, secondo alcuni storici non si tratta di pulizia etnica, ma di un processo migratorio forzato, mentre il termine pulizia etnica è contestato dalla maggior parte degli storici in riferimento agli eccidi delle foibe. Esempi evidenti durante la seconda guerra mondiale sono invece il massacro di Novi Sad, l'operazione Lentil e il massacro di Bačka. Nelle stesse zone, durante la guerra in Bosnia ed Erzegovina degli anni novanta avvenne il massacro di Srebrenica.
Ilan Pappé sostiene che durante la Nakba, la catastrofe araba del 1947-48, le autorità israeliane adottarono una politica di pulizia etnica, tesa all'espulsione della popolazione palestinese, generando un grande numero di profughi palestinesi. Tale tesi, seppur avallata da importanti storici, non è ancora stata accettata internazionalmente, ma in data 20 maggio 2024 il procuratore generale della Corte penale internazionale ha richiesto l'emissione di mandati di cattura contro il premier israeliano Benjamin Netanyahu e il ministro della difesa Yoav Gallant, sospettati di "aver ridotto deliberatamente i civili palestinesi alla fame", di "omicidio volontario" e di "sterminio", e contro tre esponenti di Hamas, tra cui il leader Yahya Sinwar, per i crimini di "sterminio", "presa di ostaggi" e "stupro e altre forme di violenza sessuale". 
Di fatto potrebbero essere catalogati come atti di pulizia etnica molti episodi isolati o sistematici avvenuti in varie epoche (soprattutto a partire dall'Ottocento) e volti a eliminare comunità etnicamente, socialmente o culturalmente diverse da quella maggioritaria o comunque al potere in un determinato territorio. Ad esempio si possono citare nel XIX secolo gli spostamenti dei nativi americani negli Stati Uniti d'America, in Cina nel XX secolo dei tibetani, in Turchia degli armeni e dei greci del Ponto o in Canada degli acadiani.